# Muna Lee
Muna Lee (Little Rock, 30 ottobre 1981) è una velocista statunitense, campionessa mondiale della staffetta 4×100 metri a Helsinki 2005.

## Biografia
Nel 2004, ai Giochi olimpici di Atene, le prime in assoluto per Muna, raggiunge la finale dei 200 m piani concludendo settima. L'anno successivo, nel 2005, ai Mondiali di Helsinki vince l'oro con la staffetta 4×100 m statunitense e si qualifica anche per la finale individuale dei 100 m piani dove arriva ancora settima.
Nel 2008 ai Giochi olimpici di Pechino partecipa sia sui 100 m che sui 200 m piani, raggiungendo in entrambe le gare la finale. Sui 100 m arriva quinta e sui 200 m è quarta, ad un passo dal podio, col nuovo primato personale di 22"01.

## Palmarès
| Anno | Manifestazione  | Sede     | Evento      | Risultato  | Prestazione | Note                                     |
| ---- | --------------- | -------- | ----------- | ---------- | ----------- | ---------------------------------------- |
| 2004 | Giochi olimpici | Atene    | 200 m piani | 7ª         | 22"87       |                                          |
| 2005 | Mondiali        | Helsinki | 100 m piani | 7ª         | 11"09       | Miglior prestazione personale stagionale |
| 2005 | Mondiali        | Helsinki | 4×100 m     | Oro        | 41"78       | Miglior prestazione mondiale stagionale  |
| 2008 | Giochi olimpici | Pechino  | 100 m piani | 5ª         | 11"07       |                                          |
| 2008 | Giochi olimpici | Pechino  | 200 m piani | 4ª         | 22"01       | Miglior prestazione personale            |
| 2009 | Mondiali        | Berlino  | 100 m piani | Semifinale | 11"18       |                                          |
| 2009 | Mondiali        | Berlino  | 200 m piani | 4ª         | 22"48       |                                          |
| 2009 | Mondiali        | Berlino  | 4×100 m     | Batteria   | dnf         |                                          |

## Campionati nazionali
- 1 volta campionessa nazionale dei 100 m piani (2008)